# Bernartice (Hradec Králové)
Bernartice é uma comuna checa localizada na região de Hradec Králové, distrito de Trutnov‎.